# Усть-Ламенка (Тюменская область)
Усть-Ламенка — село  в Голышмановском городском округе Тюменской области. Административный центр Усть-Ламенскокого сельского поселения.
Основана в 1698 году как слобода Усть-Ламенская
Население: 744 чел. (2010).

## История
Основана в 1698 году как слобода Усть-Ламенская. Поселение значилось как форпост № 1003 Ишимской оборонительной линии.
По ревизорской переписи XIX века Усть-Ламенка насчитывала 120 дворов. Село делилось на земельные общества: Растягаевское, Пузырёвское, Гатское, Загремецкое, Слободское во главе, которых стояли старосты и писари, подчинявшиеся только волостным старосте и писарю. Большую роль в жизни села играл Сибирский тракт, который проходил через Усть-Ламенку. В 1862 г. в селе появилась почтово-телеграфная станция.
В 1921 году вспыхнуло жестоко подавленное Западно-Сибирское восстание.
В 1928 году была образована коммуна «Новый путь». В 1933 году в селе действовало два колхоза «Новый путь» и «Заря Урала», в 1950 году объединённые в одно хозяйство. В году Великой Отечественной войны из Усть-Ламенки ушло на фронт 143 человека, не вернулось 75, пропало без вести 13. В 1960 году образован совхоз «Усть-Ламенский». Основное направление деятельности совхоза было определено, как молочно-мясное. С 1976 года в совхозе занимались овцеводством. В 1992 году совхоз преобразован в СПК, расформированный в 1997 году.

## Физико-географическая характеристика
Усть-Ламенка расположена на реке Вагай (левый приток Иртыша) при впадении в неё реки Ламы в лесостепной зоне Западной Сибири (в пределах Ишимской равнины) на высоте 88 метров над уровнем моря.
Село расположено в 42 км к западу от районного центра рабочего посёлка Голышманово и 200 км к юго-востоку от областного центра города Тюмени. Ближайший город Заводоуковск расположен в 100 км к западу от Усть-Ламенки.
Через проходит автомобильная дорога федерального значения Р402 Тюмень — Омск. Ближайшая железнодорожная станция Ламенская расположена в посёлке Ламенском в 14 км к югу от села.
Климат
Климат Усть-Ламенки континентальный. Температура воздуха испытывает большие колебания из года в год, от месяца к месяцу, а также в течение суток. Норма осадков около 400 мм. Наибольшее количество осадков выпадает в летний период. При этом количество осадков, выпадающих в разные годы, может значительно отличаться. В отдельные годы в районе возможны засухи.
Часовой пояс
Усть-Ламенка, как и вся Тюменская область находится в часовой зоне МСК+2. Смещение применяемого времени относительно UTC составляет +5:00.

## Население
| 2010 |
| ---- |
| 744  |

## Известные уроженцы
- Молодых, Павел Петрович
- Филонов, Александр Григорьевич